# Alluaudomyia variegata
Alluaudomyia variegata är en tvåvingeart som beskrevs av Glick och Mullen 1982. Alluaudomyia variegata ingår i släktet Alluaudomyia och familjen svidknott. Inga underarter finns listade i Catalogue of Life.